# Тоболиці (Лодзинське воєводство)
Тоболиці (пол. Tobolice) — село в Польщі, у гміні Далікув Поддембицького повіту Лодзинського воєводства.
Населення — 81 особа (2011).
У 1975-1998 роках село належало до Серадзького воєводства.

## Демографія
Демографічна структура станом на 31 березня 2011 року:
|          | Загалом | Допрацездатний вік | Працездатний вік | Постпрацездатний вік |
| -------- | ------- | ------------------ | ---------------- | -------------------- |
| Чоловіки | 39      | 9                  | 23               | 7                    |
| Жінки    | 42      | 10                 | 18               | 14                   |
| Разом    | 81      | 19                 | 41               | 21                   |